# 扎波罗热哥萨克致土耳其苏丹的回信

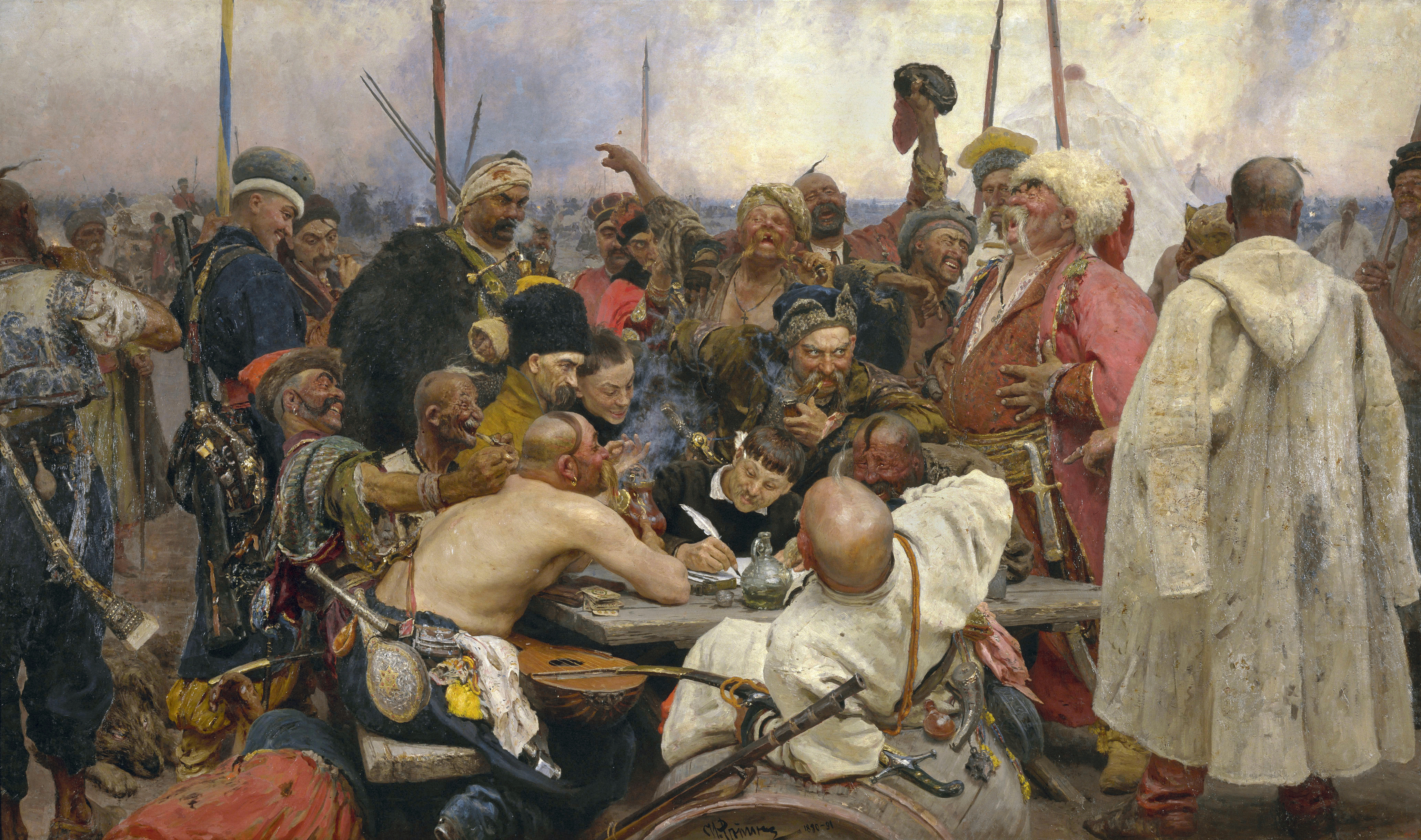
《扎波罗热哥萨克致土耳其苏丹的回信》，伊利亚·叶菲莫维奇·列宾，1880–1891年，油画，圣彼得堡俄罗斯博物馆

《扎波罗热哥萨克致土耳其苏丹的回信》，也被称作《扎波罗热人写信给土耳其苏丹》（羅馬化：Zaporozhtsy pishut pis'mo turetskomu sultanu，羅馬化：Zaporozhtsi pyshut lista turetskomu sultanovi），是俄羅斯帝國艺术家伊利亚·叶菲莫维奇·列宾的油画作品。画作长2.03米，宽3.58米。在画布的边缘，创作時間被画家标注：1880-1891年。俄羅斯帝國皇帝亚历山大三世花费35,000卢布购得这幅在那时最高价的俄国画作。此后，这副油画一直被陈列在圣彼得堡的俄罗斯博物馆裡。

## 背景歷史
《扎波罗热人写信给土耳其苏丹》描绘了一个假想的历史瞬间，作品基于1676年哥薩克首领对奥斯曼苏丹穆罕默德四世最后通牒的回复。回信的原件已遗失，但在19世纪70年代，来自叶卡捷琳诺斯拉夫（今第聂伯罗）的业余民族史研究者雅科夫·诺维茨基发现了一份来自18世纪的该信件的副本。他将副本交给了历史学家德米特里·亚沃尼茨基，亚沃尼茨基偶然间与列宾谈到此信，而列宾对此事异常着迷，并在1880年开始了对这件事的研究。
生活在乌克兰第聂伯河畔的扎波罗热哥萨克在早先的一场战役中击败了奥斯曼军队，此时奥斯曼帝国皇帝穆罕默德四世却要求哥萨克向自己臣服。由伊万·谢尔科领导的哥萨克们答复给皇帝以一封充满下流侮辱与亵渎语言的回信。油画表现了哥萨克们绞尽脑汁想脏话的场景。在列宾的时代，哥萨克们的生活被认为是无拘无束的，列宾也同样仰慕他们：“果戈理所描写的一切都是真的！这群崇高的人！没人能如他们一样拥有如此自由，平等和友爱。”
苏丹的来信內容為：
|  | 苏丹穆罕默德四世致扎波罗热的哥萨克们：身为苏丹；穆罕默德的子孙；日月的兄弟；上帝的亲孙和代言人；马其顿、巴比伦、耶路撒冷、上下埃及等王国的统治者；帝中之帝；万王之王；从未失败的超凡骑士；耶稣基督神墓的坚定守护者；真主亲选的笃信者；穆斯林们的希望和慰藉；基督徒的伟大守护者。——我命令你们，扎波罗热的哥萨克，自愿无抵抗地向我投降，并放弃攻击侵扰我。 ——土耳其苏丹穆罕默德四世 |

哥萨克的回信內容為：
|  | 扎波罗热哥萨克致土耳其苏丹！ 哦苏丹，土耳其的恶魔，该死的魔鬼的狐朋狗友，路西法他本人的走狗。你用你的光屁股都杀不死一只刺猬，算哪门子的恶鬼骑士？魔鬼拉屎，你家军队吃。你这个婊子的杂种，不该来管基督子民的事；我们不怕你的军队，大海和陆地作证我们会与你作战，肏你妈的。 你这个巴比伦的贱货，马其顿修车轮子的，耶路撒冷酿啤酒的，亞歷山卓肏山羊的，上下埃及的猪倌，亚美尼亚的蠢猪，波多利亚的小偷，鞑靼的娈童，卡缅涅茨的刽子手；全世界和全冥界的傻瓜，真主面前的白痴，毒蛇的孙儿，老子鸡巴里的一根筋。你这公猪的鼻涕，母驴的屁股，待宰的野狗，没受过洗的脑门；幹你亲娘去吧！ 那么我们扎波罗热人向你这贱种宣布，你连给基督徒养猪都不配。现在我们可以收笔了。因为我们就不知道时日也根本没有历法，日月当空，年岁随神，我们这里的一天和你们那里的一天是一样的！为了这个来舔我们的屁股吧！ ——哥萨克首领伊万·谢尔科，与全体扎波罗热哥萨克头目 |

## 第二版

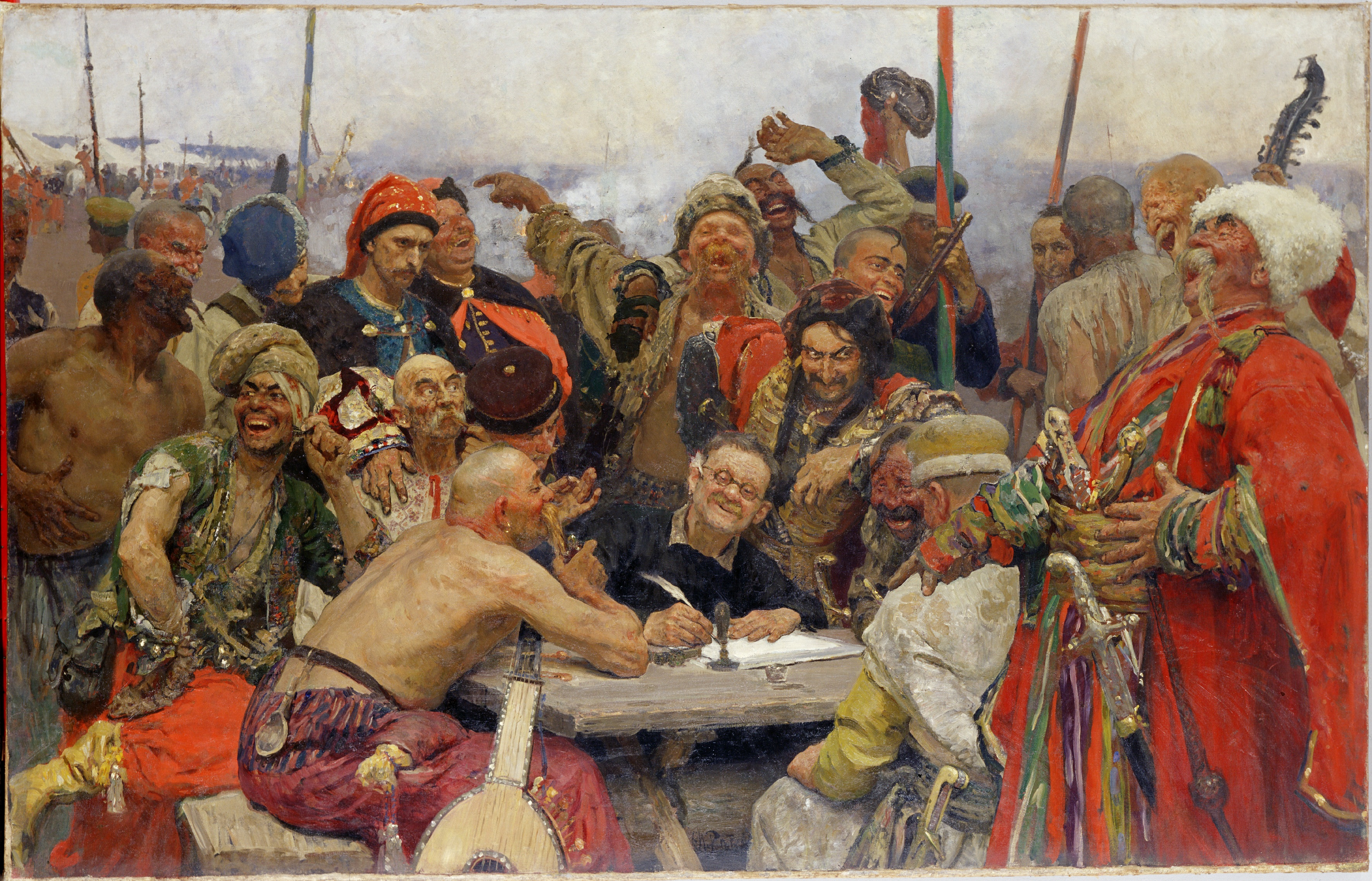
哈尔科夫美术馆陈列的版本

在原版油画创作的同时，列宾在1889年创作了油画的第二版，但此版没能被完成。第二版“哥萨克”中，列宾试图更多地表现“真正的历史”。第二版在1932年被特列季亚科夫画廊完成并在哈尔科夫历史博物馆展出，1935年后被移至哈尔科夫美术馆展览至今。在民间流传不广的第二版画作在尺寸和品質上不及原版。著名记者，哥萨克裔爱国者弗拉基米尔·吉利亚罗夫斯基曾为列宾在本画中充当模特。

## 复制品
这幅画存有一些全尺寸复制品，其中有一副较为著名的由保罗·波尔菲罗夫（Paul Porfiroff，列宾的学生）临摹，现被陈列于辛辛那提艺术博物馆。

## 衍生作品
该画作及书信内容被许多作品模仿，包括杜马议员起草给斯托雷平的答复和苏联领导人写给乔治·寇松的抗议信。
电子游戏《歐陸風雲IV》的“哥萨克”扩展包改编了这幅回复的文字作为其预告片，并包含了基于原画的艺术作品，游戏《哥薩克：歐洲戰爭》的徽标中就有这幅画的中心细节，游戏《哥萨克3》则将这幅画作为主菜单的背景。
《喜羊羊和灰太狼》中红太狼将灰太狼控制，沸羊羊骂灰太狼的内容化用了哥萨克书信的句式。